# Liste der Biografien/Meim
Liste der Biografien |
Portal Biografien |
Personensuche
# |
A |
B |
C |
D |
E |
F |
G |
H |
I |
J |
K |
L |
M |
N |
O |
P |
Q |
R |
S |
T |
U |
V |
W |
X |
Y |
Z |
?
 
Ma |
Mb |
Mc |
Md |
Me |
Mf |
Mg |
Mh |
Mi |
Mj |
Mk |
Ml |
Mm |
Mn |
Mo |
Mp |
Mq |
Mr |
Ms |
Mt |
Mu |
Mv |
Mw |
Mx |
My |
Mz
 
Mea–Mee |
Mef |
Meg |
Meh |
Mei |
Mej |
Mek |
Mel |
Mem |
Men |
Meo |
Mep |
Mer |
Mes |
Met |
Meu |
Mev |
Mew |
Mex |
Mey |
Mez
 
Meib |
Meic |
Meid |
Meie |
Meif |
Meig |
Meih |
Meij |
Meik |
Meil |
Meim |
Mein |
Meip |
Meir |
Meis |
Meit |
Meiu |
Meiw |
Meix |
Meiz
Die Liste der Biografien führt alle Personen auf, die in der deutschsprachigen Wikipedia einen Artikel haben. Dieses ist eine Teilliste mit 8 Einträgen von Personen, deren Namen mit den Buchstaben „Meim“ beginnt.

## Meim

### Meima
- Meimarakis, Vangelis (* 1953), griechischer Politiker

### Meimb
- Meimberg, Florian (* 1975), deutscher Regisseur und Autor
- Meimberg, Julia, deutsche Drehbuchautorin
- Meimberg, Julius (1917–2012), deutscher Pilot, Luftfahrtautor und Erfinder
- Meimberg, Manuel (* 1975), deutscher Drehbuchautor, Regisseur und Producer
- Meimberg, Marie (* 1983), deutsch-französische Autorin, Künstlerin und ProduzentinMarie Meimberg (* 1983)

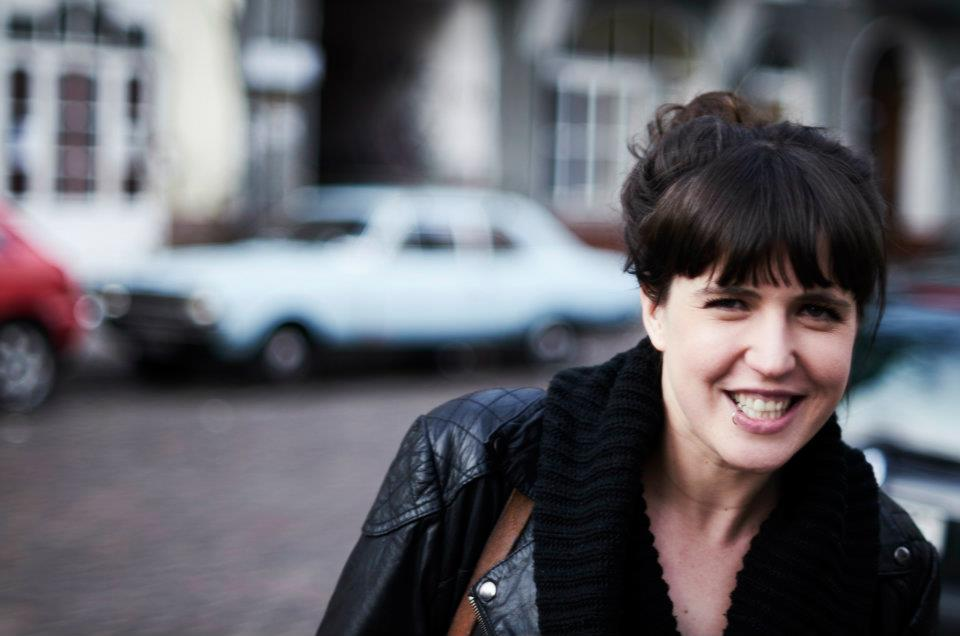
Marie Meimberg (* 1983)

- Meimberg, Rudolf (1912–2011), deutscher Wirtschaftswissenschaftler und Hochschullehrer

### Meime
- Meimer, Johan (1904–1944), estnischer Speerwerfer und Zehnkämpfer